# 48P/Джонсона
Комета Джонсона (48P/Johnson) — короткопериодическая комета из семейства Юпитера, которая была открыта 15 августа 1949 года южноафриканским астрономом Эрнестом Джонсоном в обсерватории Йоханнесбурга с помощью 25-сантиметрового астрографа. Она была описана как небольшой диффузный объект 13,8 m звёздной величины без центральной конденсации. Позднее она была обнаружена и на гораздо более ранних снимках, сделанных 15 августа 1881 года и 20 августа 1882 года. Комета обладает довольно коротким периодом обращения вокруг Солнца — чуть более 6,9 года.

Орбита кометы Джонсона и её положение в Солнечной системе

## История наблюдений
На момент открытия, комета двигаясь в сторону Солнца, 3 августа уже пролетела мимо Земли на расстоянии 1,26 а. е., поэтому в течение последующих двух недель, пока она направлялась к точке перигелия (16 сентября), её яркость оставалась почти неизменной. Джонсон наблюдал комету вплоть до 19 ноября, когда её яркость упала до 15,5 m.
Первым рассчитать орбиту кометы удалось У. П. Херсту. В середине месяца Невин Шерман (Студенческая обсерватория, Беркли) вычислил очень похожую орбиту с орбитальным периодом 7,01 года. Шерман показал, что его орбита указывает на возможное близкое приближение к Юпитеру в 1932 году. Последовал пересмотр орбит в течение следующих нескольких месяцев, и в конечном итоге, было установлено, что орбитальный период составляет 6,86 лет. Последние исследования показали, что комета, начиная с 1706 года, двигалась по очень стабильной орбите и ни разу за это время не подходила к Юпитеру ближе, чем на 0,42 а. е.
В течение 1955 года У. Х. Джулиан и Б. О. Уилл проводили расчёты движения кометы и установили, что комета достигнет точки перигелия 24 июля 1956 года и будет удачно расположена для наблюдения в Южном полушарии. 6 августа 1956 года комета была восстановлена южноафриканским астрономом Якобом Брювером и описана им объект 13,5 m звёздной величины. Расстояние перигелия в 2,3 а. е. не позволяет комете приблизиться к нашей планете ближе, чем на 1,2 а. е., потому имеет достаточно плавную кривую яркости, максимальное значение которой, даже в самые удачные возвращения, никогда не превышает 13 m. Примерно таких значений её яркость достигла в 1956 году, когда 22 августа комета подошла к Земле на расстояние 1,28 а. е. Когда в следующий раз в 1963 году комета 11 сентября оказалась в 1,38 а. е. от Земли, — её яркость не превышала уже даже 17 m. 8 октября 1970 года на расстоянии 1,65 а. е. максимальная магнитуда была и вовсе 18,8 m.